# 獅甲駅
獅甲駅（しこうえき）は台湾高雄市前鎮区にある高雄捷運紅線の駅である。本駅は中山二路の地下、復興三路と民権二路の交差点に位置する。駅番号はR7。

## 駅構造
2層構造でホームドア付き島式ホーム1面2線の地下駅であり、4箇所の出入口がある。

### 駅階層
| 地階    | 出入口                       | 出入口                                          |
| 地下1階 | コンコース階                 | コンコース、案内所、自動券売機、自動改札口      |
| 地下1階 | コンコース階                 | トイレ（駅南側で改札の外、出口3近く）地下商店街 |
| 地下2階 | 1番ホーム                    | ←■紅線 高雄国際機場・小港方面（凱旋駅）         |
| 地下2階 | 島式ホーム，左側のドアが開く |                                                 |
| 地下2階 | 2番ホーム                    | →■紅線 美麗島・岡山駅方面（三多商圏駅）→        |

### 駅出口
出口1、出口2は駅南端、出口3、4は駅北端にあり、出口3にはバリアフリーのエレベーターがある。
- 出口1：獅甲国中（中山三路西側）
- 出口2：前鎮游泳池（中山三路東側，民権二路交差点）
- 出口3：労工公園（中山三路東側）
- 出口4：獅甲国小（中山三路東側）

## 利用状況
| 年   | 年間      | 年間      | 年間      | 年間     | 1日平均 | 1日平均 |
| 年   | 乗車      | 下車      | 乗下車計  | 出典     | 乗車    | 乗下車  |
| ---- | --------- | --------- | --------- | -------- | ------- | ------- |
| 2008 | 682,312   | 705,141   | 1,387,453 | [ 注 1 ] | 2,536   | 5,158   |
| 2009 | 839,221   | 860,101   | 1,699,322 | [ * 2 ]  | 2,299   | 4,656   |
| 2010 | 850,172   | 884,996   | 1,735,168 | [ * 3 ]  | 2,329   | 4,754   |
| 2011 | 882,967   | 920,245   | 1,803,212 | [ * 4 ]  | 2,419   | 4,940   |
| 2012 | 976,769   | 1,014,962 | 1,991,731 | [ * 4 ]  | 2,669   | 5,442   |
| 2013 | 1,020,334 | 1,061,909 | 2,082,243 | [ * 4 ]  | 2,795   | 5,705   |
| 2014 | 1,051,483 | 1,093,344 | 2,144,827 | [ * 4 ]  | 2,881   | 5,876   |
| 2015 | 1,068,601 | 1,113,164 | 2,181,765 | [ * 4 ]  | 2,928   | 5,977   |
| 2016 | 1,228,729 | 1,286,830 | 2,515,559 | [ * 4 ]  | 3,357   | 6,873   |
| 2017 | 1,293,136 | 1,351,210 | 2,644,346 | [ * 4 ]  | 3,543   | 7,245   |
| 2018 | 1,325,824 | 1,384,045 | 2,709,869 | [ * 4 ]  | 3,632   | 7,424   |
| 2019 | 1,350,534 | 1,413,917 | 2,764,451 | [ * 4 ]  | 3,700   | 7,574   |
| 2020 | 1,064,223 | 1,121,097 | 2,185,320 | [ * 4 ]  | 2,908   | 5,971   |

- 統計に関する出典

註釈
1. ↑  3月8日開業後の運営日数は296日だが、統計は有料化開始の4月7日以降269日で算出している[* 1] ）

出典
1. ↑  （繁体字中国語）高雄捷運公司 (2009年1月10日). “高雄都會區大眾捷運系統各站旅運量統計表”.   高雄市政府交通局. p. 頁10. 2019年5月5日閲覧。
2. ↑  （繁体字中国語）“高雄都會區大眾捷運系統各站旅運量統計表 中華民國98年”.   高雄市政府捷運工程局. p. 頁13 (2009年1月10日). 2019年10月27日閲覧。
3. ↑  （繁体字中国語）“高雄都會區大眾捷運系統各站旅運量統計表 中華民國99年”.   高雄市政府捷運工程局. p. 頁13. 2019年10月27日閲覧。
4. ↑  （繁体字中国語）“高雄都會區大眾捷運系統各站旅運量-年 依 年, 捷運站別 與 入出站”.   高雄市政府交通局 (2021年3月12日). 2021年3月12日閲覧。 高雄市統計資訊服務網

## 歴史
- 計画時の駅名は労工公園駅であったがその後、当地の古い地名に基づき「獅甲」と名付けられ、労工公園は副駅名となった。
- 2008年3月9日 - 高雄捷運紅線の「橋頭駅 - 小港駅」間が正式に開通した[1]。

## 隣の駅
高雄捷運
■紅線
三多商圏駅 R8 - 獅甲駅 R7 - 凱旋駅 R6